# Charensat
Charensat é uma comuna francesa na região administrativa de Auvérnia-Ródano-Alpes, no departamento Puy-de-Dôme. Estende-se por uma área de 46,58 km². Em 2010 a comuna tinha 502 habitantes (densidade: 10,8 hab./km²).